# The Dream (balett)
The Dream är en balett i en akt som bygger på William Shakespeares pjäs En midsommarnattsdröm. Den sattes först upp på Royal Opera House i London 1964, med koreografi av Frederick Ashton och musik av Felix Mendelssohn.
Vid premiären i American Ballet Theatre i New York 2002, dansades älvdrottningen Titania av prima ballerina assoluta Alessandra Ferri. 
Uppsättningen är en av flera baletter baserade på En midsommarnattsdröm med samma musik, där den mest kända versionen troligen är av koreografen George Balanchine. The Dream är kanske mest känd för porträtteringen av karaktären Bottom, som efter att han blivit förvandlad till åsna dansar tåspetsdans.